# 大松博文
大松 博文（だいまつ ひろふみ、1921年2月12日 - 1978年11月24日）は、日本のバレーボール指導者、政治家。参議院議員（1期）。香川県綾歌郡宇多津町出身。
ニチボー貝塚監督時代は、自ら育て上げた東洋の魔女を率いて、辞任までに175連勝を記録。1962年（昭和37年）、第4回女子世界選手権でソ連を破り優勝。国民的英雄として迎えられる。1964年東京オリンピックでは全日本女子を監督として金メダルに導く。「回転レシーブ」などを考案、その過酷な練習で「鬼の大松」ともいわれた。情報誌『imidas2001』（集英社）の「20世紀を創った人々550」では、バレーボールの分野で前田豊、猫田勝敏と並んで3人のうちの1人に数えられた。
バレーボール殿堂入り。

## 生涯
坂出商業学校から関西学院大学商学部に進学したのち、ニチボーに入社する。1941年（昭和16年）、陸軍に召集され中国・ビルマ・ラバウルを転戦する。中隊指揮官を務めた際、自分より年配の兵士が指揮に従ってくれるよう、自ら率先して行動をとった。その後第31師団下に配属され、インパール作戦に従軍。「白骨街道」とも呼ばれる悲惨な戦場からの数少ない生還者の1人でもある。これら経験が、大松の性格を大きく変える出来事となった。
1954年（昭和29年）、ニチボー貝塚女子バレーボール部監督に就任する。たとえ女子であっても、「鬼の大松」と呼ばれるほど、徹底したスパルタ式のハードトレーニングは世間を騒がせるほどであったが、後述の通りハードトレーニングの効果は徐々に成績に現れていった。1958年（昭和33年）には、当時の日本国内の四大タイトル（全日本総合、全日本実業団、都市対抗、国民体育大会）を独占した。当時日本は9人制極東ルールであったが、東京五輪に向けて6人制への移行が進められており、大会も両者併用されていた。ニチボーはいち早く6人制へ重点を移し、9人制では倉紡倉敷に昭和34年以降実業団選手権で3連覇を許すなどしたが、6人制では昭和35年以降はほぼ無敗となった。
ニチボー貝塚単独チームで臨んだ1960年の世界選手権で日本は初出場ながらソ連に次ぐ2位となり、1961年（昭和36年）10月15日、ヨーロッパ遠征での24戦全勝により、チームを「東洋の魔女」と呼ばれるほどの成長を遂げさせて帰国。この時の武器は「木の葉落とし」と言われるサーブであった。1962年（昭和37年）、第4回女子世界選手権でソ連を破り優勝。国民的英雄として迎えられる。1964年（昭和39年）、東京オリンピックでは、全日本女子バレーボールチームを「回転レシーブ」に象徴される守備を重視した戦法により金メダルに輝かせた。
選手への「俺についてこい!」「なせば成る」（上杉鷹山の言から引用）などの名文句からは著書を生み出し、1965年（昭和40年）のベストセラーになった。また、「俺についてこい!」は同タイトルで映画化もされた。
1964年（昭和39年）末、ニチボーを退社。1965年（昭和40年）、周恩来の招きにより中国を訪問し、中国女子バレーチームの礎に貢献した。
電通に入社したのち、1968年（昭和43年）、第8回参議院議員通常選挙全国区に自由民主党公認で立候補し初当選する。1974年（昭和49年）、再選を目指して第10回参議院議員通常選挙全国区に自由民主党公認で立候補するも落選した。その後は再びバレーボール界に戻り、各地で指導活動を行う他、イトーヨーカドーバレーボール部の創部に参加、技術顧問を務めた。
1978年（昭和53年）、ママさんバレーの指導のため出張していた岡山県井原市の宿泊先で心筋梗塞を起こして入院、同年11月24日に死去した。57歳没。同月28日、特旨をもって位記を追賜され、死没日をもって従四位に叙され、勲二等瑞宝章を追贈された。戒名は「最勝院克堂博文居士」。
2000年（平成12年）、アメリカのバレーボール殿堂入りを果たした。また、香川県宇多津町の名誉町民を受けており、同町では大松の名前を冠する「大松杯バレーボール大会」が開催されている。
バレーボールに打ち込む姿勢には極限の状態で九死に一生を得た自身の戦争体験の影響が大きい。
- 自身の極限状況での経験から人間は自己ならざるものに変容できると確信し、それを選手に実践させた。これは戦前の「自己修養論」の反対である。
- 自身の極限までの忍耐にもかかわらずアメリカに敗れ、祖国がアメリカに占領支配されたことの屈辱感から、何が何でも勝つしかないという「勝利唯一主義」にこだわり、特に勝敗に関わらず報酬を得ることが目的であるプロと異なり、アマチュアこそ勝利以外に目的がないとし、勝利の他に見返りが存在しないアマチュアリズム理論を強化した。

## 著書
- 『俺についてこい!』（講談社 1963年）
- 『なせば成る』（講談社 1964年）

## 関連作品
- 映画『おれについてこい!』、東宝、堀川弘通監督、1965年、演：ハナ肇
- 大河ドラマ『いだてん〜東京オリムピック噺〜』、NHK、2019年、演：徳井義実